# Chattanooga Red Wolves Soccer Club
Chattanooga Red Wolves Soccer Club é um clube americano de futebol profissional baseado em Chattanooga, Tennessee. Eles são um membro fundador da USL League One, a terceira divisão do futebol americano. O clube foi anunciado como membro da League One em 1 de agosto de 2018.

## História
Em 1 de agosto de 2018, foi anunciado pela United Soccer League que o Chattanooga receberia um time para jogar em sua terceira divisão recém-criada para 2019. A cidade já possuía outra equipe, o Chattanooga FC, que disputa a NPSL Founders Cup. Um mês depois, em 11 de setembro de 2018, o clube anunciou seu primeiro treinador, Tim Hankinson. O clube anunciou oficialmente seu nome, Chattanooga Red Wolves SC, em 25 de setembro de 2018.

## Estádio
Em 25 de abril de 2019, o clube anunciou planos para um novo estádio específico para a equipe no subúrbio de Chattanooga, em East Ridge, Tennessee, que fará parte de um empreendimento de US $ 125 milhões incluindo hotéis, condomínios, apartamentos, varejo, lojas, restaurantes e espaço para convenções.

## Equipes reservas
O clube possui duas equipes reserva na USL League Two, o Park City Red Wolves SC e o Dalton Red Wolves SC.

## Elenco
Última atualização em: 2 de agosto de 2019.
Legenda
- : Capitão
- : Jogador lesionado
- : Jogador suspenso

## Estatísticas

### Participações
|  | Participações em 2019 |

| Competição     | Competição               | Temporadas | Melhor campanha | Estreia | Última | P | R |
| Estados Unidos | Lamar Hunt U.S. Open Cup | 1          | Estreia (2019)  | 2019    | 2019   |   | – |